# Буряківське водосховище
 Буряківське водосхо́вище  — невелике руслове водосховище на річці Орчик (права притока р. Оріль). Розташоване у Валківському районі Харківської області.
- Водосховище побудовано в 1967 році по проекту Харківської експедиції інституту Укрдіпроводгосп.
- Призначення - зрошення, риборозведення, рекреація.
- Вид регулювання - багаторічне.

## Основні параметри водосховища
- нормальний підпірний рівень — 126,74 м;
- форсований підпірний рівень — 132,10 м;
- рівень мертвого об'єму — 126,74 м;
- повний об'єм — 2,48 млн м³;
- корисний об'єм — 2,12 млн м³;
- площа дзеркала — 70,0 га;
- довжина — 2,0 км;
- середня ширина - 0,3 км;
- максимальні ширина - 0,55 км;
- середня глибина — 3,5 м;
- максимальна глибина — 6,5 м.

## Основні гідрологічні характеристики
- Площа водозбірного басейну - 41,8 км².
- Річний об'єм стоку 50% забезпеченості - 2,37 млн м3.
- Паводковий стік 50% забезпеченості - 1,96 млн м3.
- Максимальні витрати води 1% забезпеченості - 25,3 м3/с.

## Склад гідротехнічних споруд
- Глуха земляна гребля довжиною - 227 м, висотою - 9,2 м, шириною - 10 м. Закладення верхового укосу - 1:8, низового укосу - 1:3.
- Шахтний водоскид із монолітного залізобетону висотою - 7,0 м, розмірами 2,5х2,5 м.
- Водовідвідна труба двохвічкова розмірами 2(2,5х2)м.
- Донний водоспуск із двох сталевих труб діаметром 300 мм довжиною 17 м, суміщений із шахтним водоскидом, обладнаний засувками. Розрахункова витрата - 1,46 м3/с.

## Використання водосховища
Водосховище було побудовано для зрошення у колгоспі «Більшовик» Валківського району.
На даний час водосховище передано в оренду для риборозведення.